# Trapeze Disrobing Act
Pour plus de détails, voir Fiche technique et Distribution.
Trapeze Disrobing Act est un film américain muet de 3 minutes, en noir et blanc sorti en 1901.

## Synopsis
Le film présente un numéro de la trapéziste Charmion : elle exécute un numéro de déshabillage sur un trapèze dans un théâtre, sous les regards de deux hommes qui la regardent depuis un balcon.

## Fiche technique
- Titre : Trapeze Disrobing Act
- Réalisation : George S. Fleming et Edwin S. Porter
- Photographie : Edwin S. Porter
- Société de production : Edison Manufacturing Company
- Pays :  États-Unis
- Genre : comédie
- Durée : 3 minutes
- Dates de sortie : 
  -  États-Unis : 11 novembre 1901

## Distribution
- Charmion : elle-même